# Bagmati (zone)
Bagmati is een van de 14 zones van Nepal. De naam van de zone komt van de Bagmati, een rivier die in deze zone vloeit. De hoofdstad is Kathmandu, deze stad is tevens de hoofdstad van Nepal.

## Districten
Bagmati is onderverdeeld in acht districten (Nepalees: jillā):
- Bhaktapur
- Dhading
- Lalitpur
- Kathmandu
- Kavrepalanchok
- Nuwakot
- Rasuwa
- Sindhupalchok

Bagmati · Bheri · Dhawalagiri · Gandaki · Janakpur · Karnali · Kosi · Lumbini · Mahakali · Mechi · Narayani · Rapti · Sagarmatha · Seti